# Gonzalo Sicre
Gonzalo Sicre Maqueda (Cádiz, 1967) es uno de los artistas figurativos más interesantes de España.[cita requerida] Afincado en Cartagena, su obra puede inscribirse en el grupo de la pintura neo-metafísica que cuenta entre sus más importantes representantes a Charris, Joel Mestre y Dis Berlín, reunidos en la colectiva El Muelle de Levante a comienzos de la década de 1990.
En la obra de Sicre, es una constante la presentación de espacios exteriores e interiores sin presencia humana, evidenciando un claro abandono de la narración o de la anécdota, en favor de la concentración en los aspectos más puramente luminosos de la pintura. 
Su obra ahonda en las relaciones entre pintura y fotografía, la manera figurativa en la creación de espacios melancólicos y de luces suaves, en pocas ocasiones los objetos se convierten en principales y únicos protagonistas. Su obra está en deuda con la pintura del pintor estadounidense E. Hopper, donde las imágenes de Sicre están impregnadas de la misma luz triste y suave melancolía, sus composiciones son igualmente reposadas y ordenadas, produciendo la misma inquietud tan cercana al misterio que también plasmó el pintor estadounidense en sus obras. 

## Obra en museos y colecciones
- Museo Nacional de Arte Contemporáneo Reina Sofía. Madrid.
- Museo ARTIUM. Vitoria.
- Museo IVAM. Valencia.
- Ayuntamiento de Cartagena.
- Banco de Sabadell.
- Fundación Coca-Cola.España.
- Colección de Arte Contemporáneo Ciudad de Pamplona.
- Consejería de Cultura. Comunidad Autónoma de Murcia.
- Fundación Unión Fenosa, La Coruña.
- Colección Fundación Argentaria.
- Colección Bancaixa.
- Ayuntamiento de Valdepeñas.
- Caja de Ahorros del Mediterráneo.
- Fundación Caja de Madrid. Madrid.
- Fundación Municipal de Cultura. Excmo. Ayuntamiento de Cádiz. Cádiz.
- Diputación de Cádiz. Cádiz.
- Consejo Superior de Deportes. Madrid.
- Centro Atlántico de Arte Moderno. Las Palmas de Gran Canaria.
- Caja Murcia. Murcia
- Pieza a Pieza, Instituto Cervantes